# Bernwiller
Bernwiller (deutsch Bernweiler, elsässisch Barnwiller) ist eine französische Gemeinde mit 1.209 Einwohnern (Stand 1. Januar 2022) im Département Haut-Rhin in der Region Grand Est (bis 2015 Elsass) und ist Mitglied des Gemeindeverbands Sud Alsace Largue.

## Geographie
Die Gemeinde Bernwiller liegt im Sundgau, etwa zwölf Kilometer südwestlich von Mülhausen. Sie besteht aus den Ortsteilen Bernwiller und Ammertzwiller. Durch den Ortsteil Bernwiller verläuft der Krebsbach.

## Gliederung
| Ortsteil                          | ehemaliger INSEE-Code | Fläche (km²) | Einwohnerzahl zum 1. Januar 2022 |
| --------------------------------- | --------------------- | ------------ | -------------------------------- |
| Ammertzwiller (Verwaltungssitz)00 | 68006                 | 3,05         | 486                              |
| Bernwiller                        | 68031                 | 7,60         | 723                              |

## Geschichte
Bernweiler erstmals 784 als Barunwilare erwähnt. Bis 1324 gehörte der Ort zur Grafschaft Pfirt, kam dann an Habsburg und 1648 im Westfälischen Frieden an die französische Krone. Von 1871 bis zum Ende des Ersten Weltkrieges gehörte Bernweiler als Teil des Reichslandes Elsaß-Lothringen zum Deutschen Reich und war dem Kreis Thann im Bezirk Oberelsaß zugeordnet. Im Ersten Weltkrieg wurde das Dorf schwer beschädigt und besitzt deshalb nur noch sehr wenige der typischen Sundgauer Fachwerkhäuser.
Am 1. Januar 2016 wurden die bisherigen Gemeinden Bernwiller und Ammertzwiller zur Commune nouvelle Bernwiller vereinigt. Grundlage der Fusion war eine Volksabstimmung vom 8. Oktober 2015, die in den beiden Gemeinden eine zustimmende Mehrheit ergab. Mit der Fusion wechselte Barnwiller vom Arrondissement Thann-Guebwiller in das Arrondissement Altkirch und wurde dem Kanton Masevaux-Niederbruck zugeteilt.

## Bevölkerungsentwicklung
| Jahr                       | 1910 | 1962 | 1968 | 1975 | 1982 | 1990 | 1999 | 2007 | 2016 |
| -------------------------- | ---- | ---- | ---- | ---- | ---- | ---- | ---- | ---- | ---- |
| Einwohner                  | 476  | 348  | 372  | 391  | 397  | 447  | 599  | 621  | 1172 |
| Quellen: Cassini und INSEE |      |      |      |      |      |      |      |      |      |

## Sehenswürdigkeiten

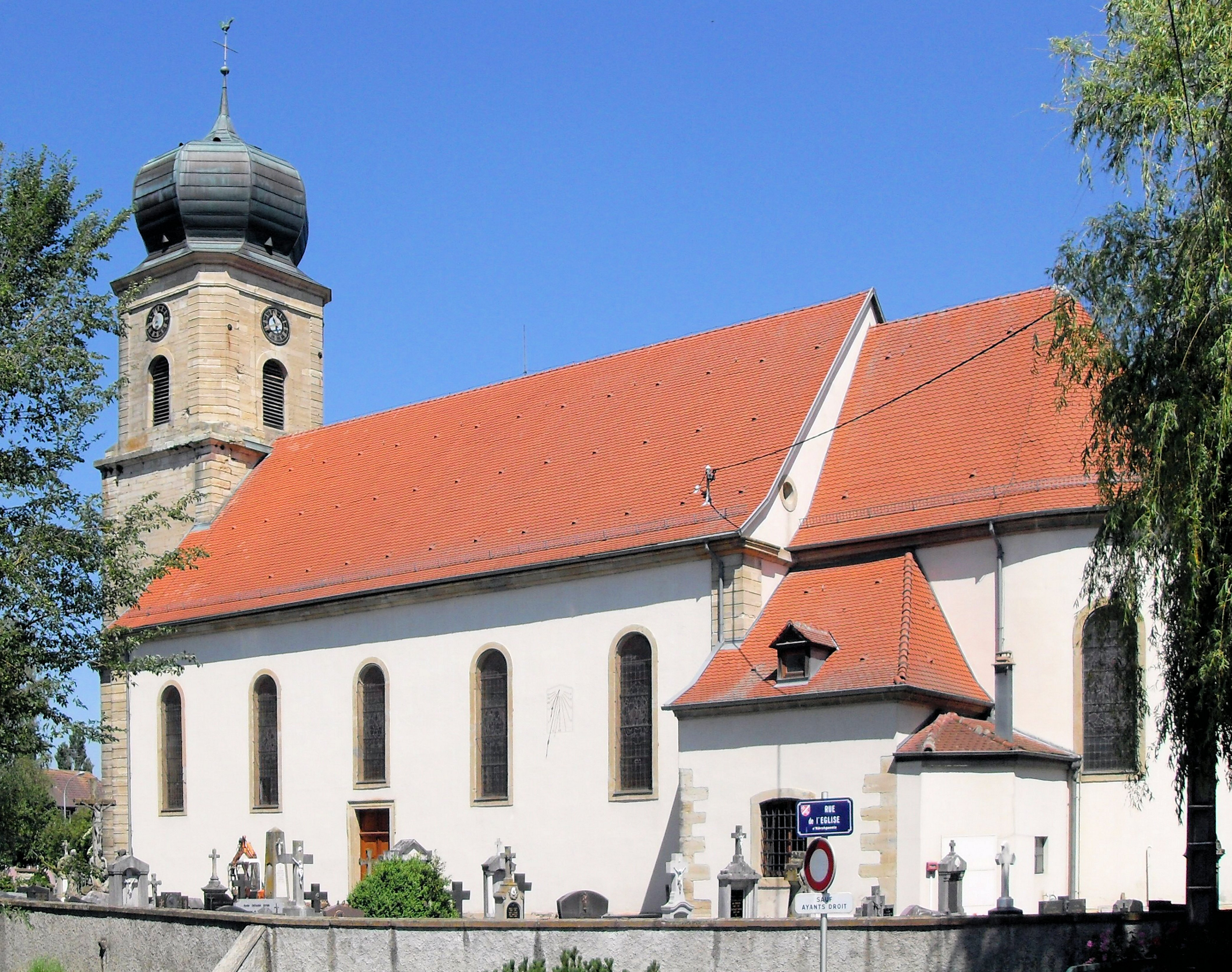
Kirche St. Johannes

- Die Kirche Saint-Jean stammt aus dem Jahr 1784, sie wurde 1915 bombardiert und 1928 wieder aufgebaut sowie 2004 renoviert. Im Chor auf dem  Gemälde des toten Christus von J. J. Henner die Eltern und Schwester des Künstlers. Das Hochaltarbild von Martin Feuerstein. Beachtenswerte Skulpturen, u. a. eine Pietà (16. Jahrhundert). Die neubarocke Turmhaube im Sundgau untypisch.
- Schule (heute Mairie): Anspruchsvoll gestaltetes Dorfschulhaus von 1850, ein Satteldachbau mit Halbwalmen an den Giebeln. Die drei Mittelachsen hervorgehoben durch die Bekrönung mit einem Dreiecksgiebel und drei Erdgeschossarkaden, die sich zu einer kleinen Vorhalle öffnen.  Die Arkaden auf dorisierenden (toskanischen) Säulen. Gequaderte Ecklisenen. Die Mairie-École von Suarce ist architektonisch identisch mit der hiesigen Schule!
- Denkmal für den Maler Jean Jacques Henner aus dem Jahr 1911

## Persönlichkeiten
- Jean Jacques Henner (1829–1905), in Bernwiller geborener französischer Maler des akademischen Realismus, der durch regelmäßige Besuche seinem Heimatort verbunden blieb.
- Louis Werner (1825–1901) in Bernwiller geboren. Malte u. a. Porträts der irischen Aristokratie[3]
- Louis Schittly (1938–2025), Arzt, Schriftsteller und Mitbegründer der Médecins Sans Frontières